# Iveco Turbo

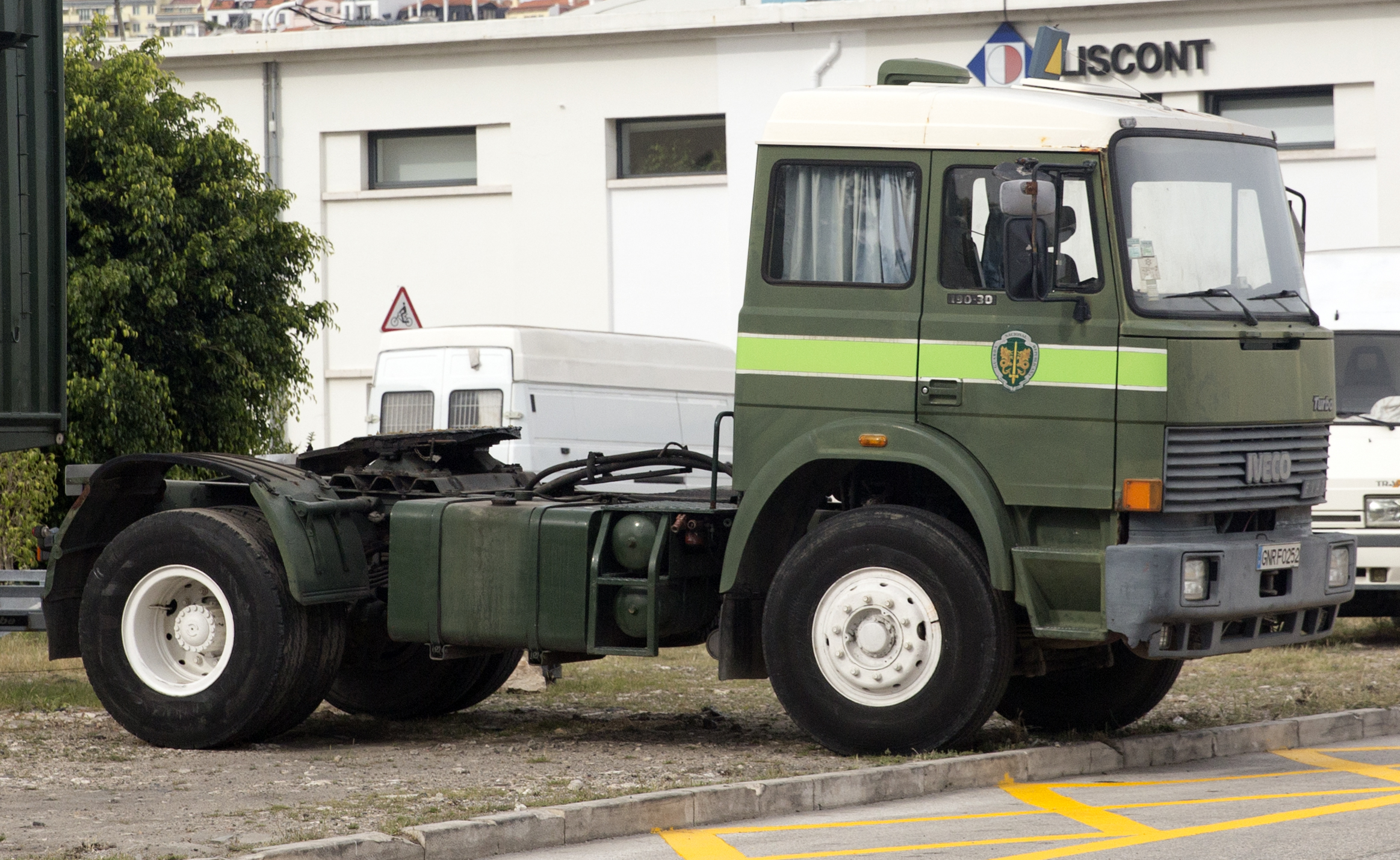
Iveco 190.30 Turbo

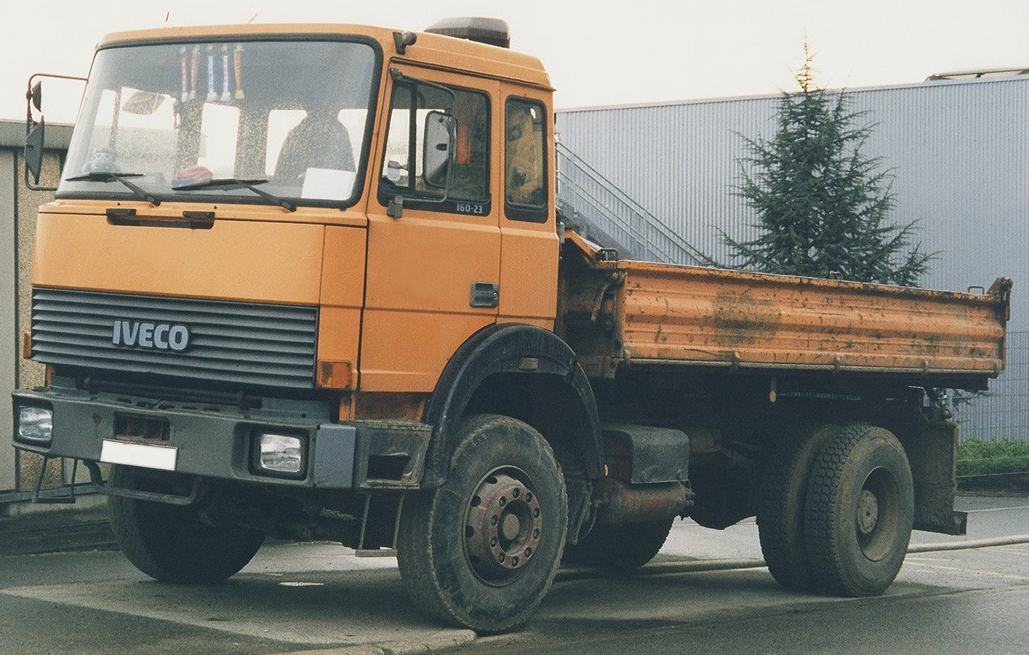
Iveco Turbo

Iveco Тurbo — крупнотоннажный грузовой автомобиль, выпускаемый итальянской компанией Iveco S.p.A.

## История

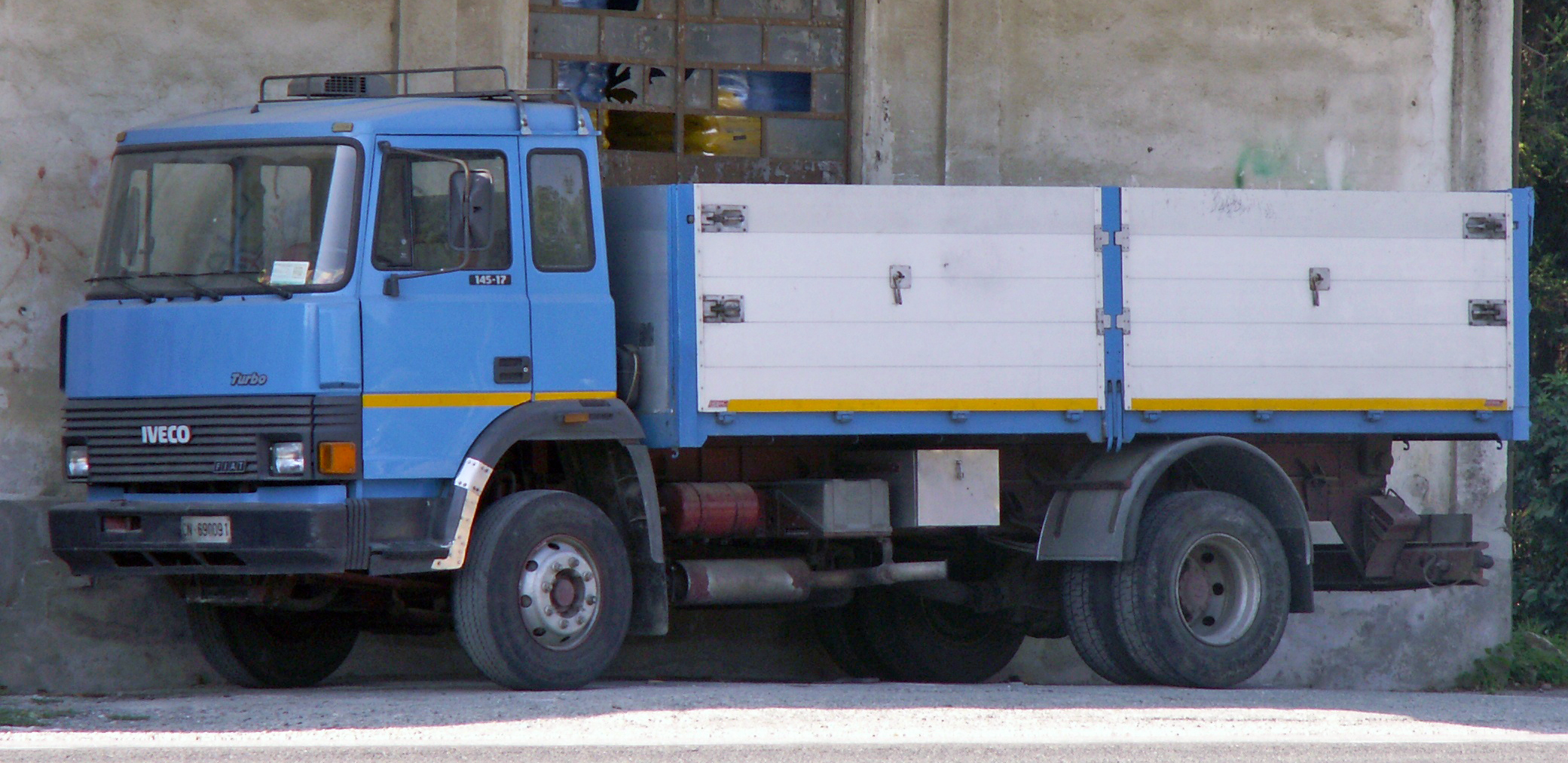
Iveco M 145.17 Turbo

Дебют тяжёлого семейства автомобилей «Ивеко» состоялся в 1975 году, когда компания Fiat начала изготавливать автомобили Iveco Fiat 170/190, созданные на основе грузовика Fiat 619n.
В 1981 году модель Iveco 190 Turbo заменила модели Iveco Fiat 170/190.
Семейство автомобилей Iveco 190 Turbo включало 22 варианта 2-осных бортовых грузовиков и седельных тягачей (модели от «190.26 Р» до «190.38 РТ») с кабинами различной вместимости и несколькими размерами колёсной базы (3485—5005 мм), предназначенных для работы в составе автопоездов массой до 40 тонн.
Кроме Iveco 190 Turbo, в семейство Iveco Turbo ещё входили модели Iveco 180 Turbo и трёхосные Iveco 220/240 Turbo.
В 1982 году на основе модели Fiat 110NC началось производство среднетоннажных автомобилей Iveco M-серии. В гамму входили модели «115», «135», «145», «165» и «175» полной массой от 12 до 17,5 тонн, оснащённые двигателями Fiat с турбонаддувом объёмом от 5,5 до 9,6 л мощностью от 139 до 240 л. с.
Внешне грузовики Iveco T- и M-серии очень похожи на автомобили Iveco P, которые имеют такую же кабину.

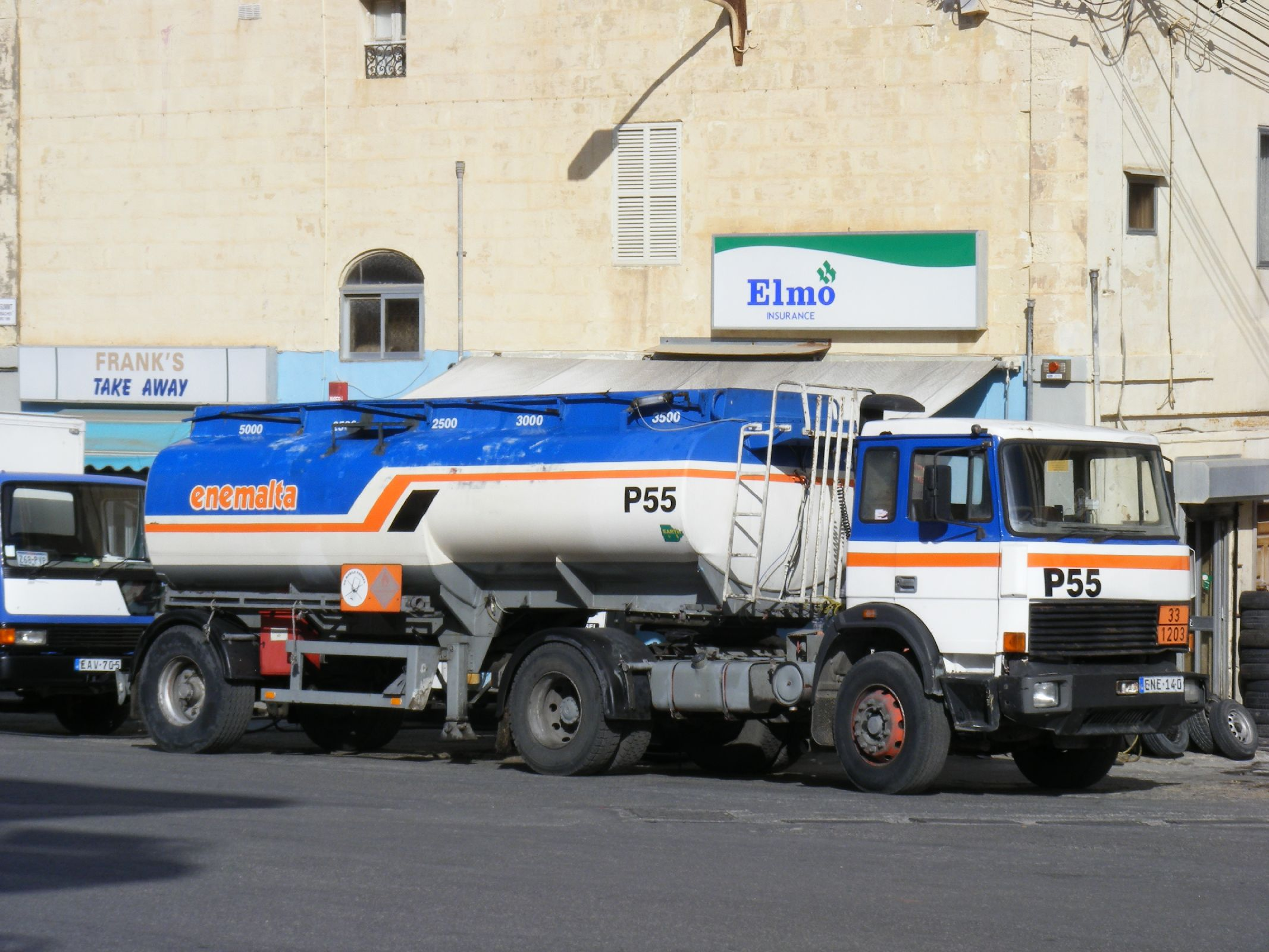
Fiat Iveco Turbo